# John Phillips (labdarúgó)
John Phillips (Shrewsbury, Anglia, 1951. július 7. – 2017. március 31.) válogatott walesi labdarúgó, kapus.

## Pályafutása
1968-69-ben a Shrewsbury Town, 1969-70-ben az Aston Villa labdarúgója volt. Pályafutása jelentős részét, 1970 és 1980 között a Chelsea csapatánál töltötte. Az utolsó, 1979–80-as idényben már kölcsönben a Crewe Alexandra együttesében védett. 1980 és 1984 között egy-egy idényt játszott a Brighton & Hove Albion, a Charlton Athletic, a Crystal Palace és a hongkongi Sea Bee csapatában. 1972 és 1978 között négy alkalommal szerepelt a walesi válogatottban.